# مژگان کاوسی
مژگان کاوسی محقق، نویسنده کُرد و زندانی سیاسی است. او در تاریخ ۲۹ آبان ۱۳۹۸ در نوشهر پس از اعتراضات آبان ۱۳۹۸ دستگیر شد و بعد از یک دوره محکومیت در دی ۱۴۰۰ آزاد شد اما  دوباره در جریان اعتراضات ۱۴۰۱ ایران در ۳۱ شهریور بازداشت شد.
او از باورمندان به آیین یارسان است و اعلام کرده که بارها در زندان مورد شکنجه‌های گوناگون روحی نظیر تفتیش بدنی با برهنگی کامل، تحقیر کلامی و… قرار گرفته‌است.
کتاب «انفال و سرگذشت تیمور، تنها بازمانده از گورهای جمعی زنان و کودکان انفال شده» با ترجمه کاوسی در سال ۱۳۹۸ به چاپ رسیده‌است. همچنین او فیلم مستندی به نام «هیوا» را کارگردانی کرده‌است.

## بازداشت و محکومیت
اتهامات او شامل «تبلیغ علیه نظام»، «تشویق مردم به برهم زدن نظم عمومی» و «عضویت در گروه‌های معاند نظام» بود که در دادگاه انقلاب نوشهر به هفتاد و شش ماه و پانزده روز حبس محکوم شد که پس از تجمیع احکام، ۳۰ ماه آن قابل اجرا بود.
او از اردیبهشت ۱۳۹۹ به‌ترتیب در زندان‌های اوین و کچوئی زندانی بود و درنهایت در دی ماه ۱۴۰۰ با مرخصی متصل به آزادی، از زندان کچوئی کرج آزاد شد.
مژگان کاوسی در ۳۱ شهریور ۱۴۰۱ در جریان خیزش ۱۴۰۱ ایران بازداشت شد و روز ۲۹ آذر ۱۴۰۱ در دادگاه انقلاب ساری به «افساد فی الارض، نشر اکاذیب، و تحریک مردم به جنگ و کشتار و همکاری با دولت متخاصم» محکوم شده و در خطر اعدام قرار دارد.
سرانجام وی از اتهامات تبرئه شد و در ۱۴ دی ۱۴۰۱ با قید وثیقه آزاد شد.